# Aleuroplatus dubius
Aleuroplatus dubius là một loài côn trùng cánh nửa trong họ Aleyrodidae, phân họ Aleyrodinae.
Aleuroplatus dubius được Takahashi miêu tả khoa học đầu tiên năm 1955.